# Station București Nord

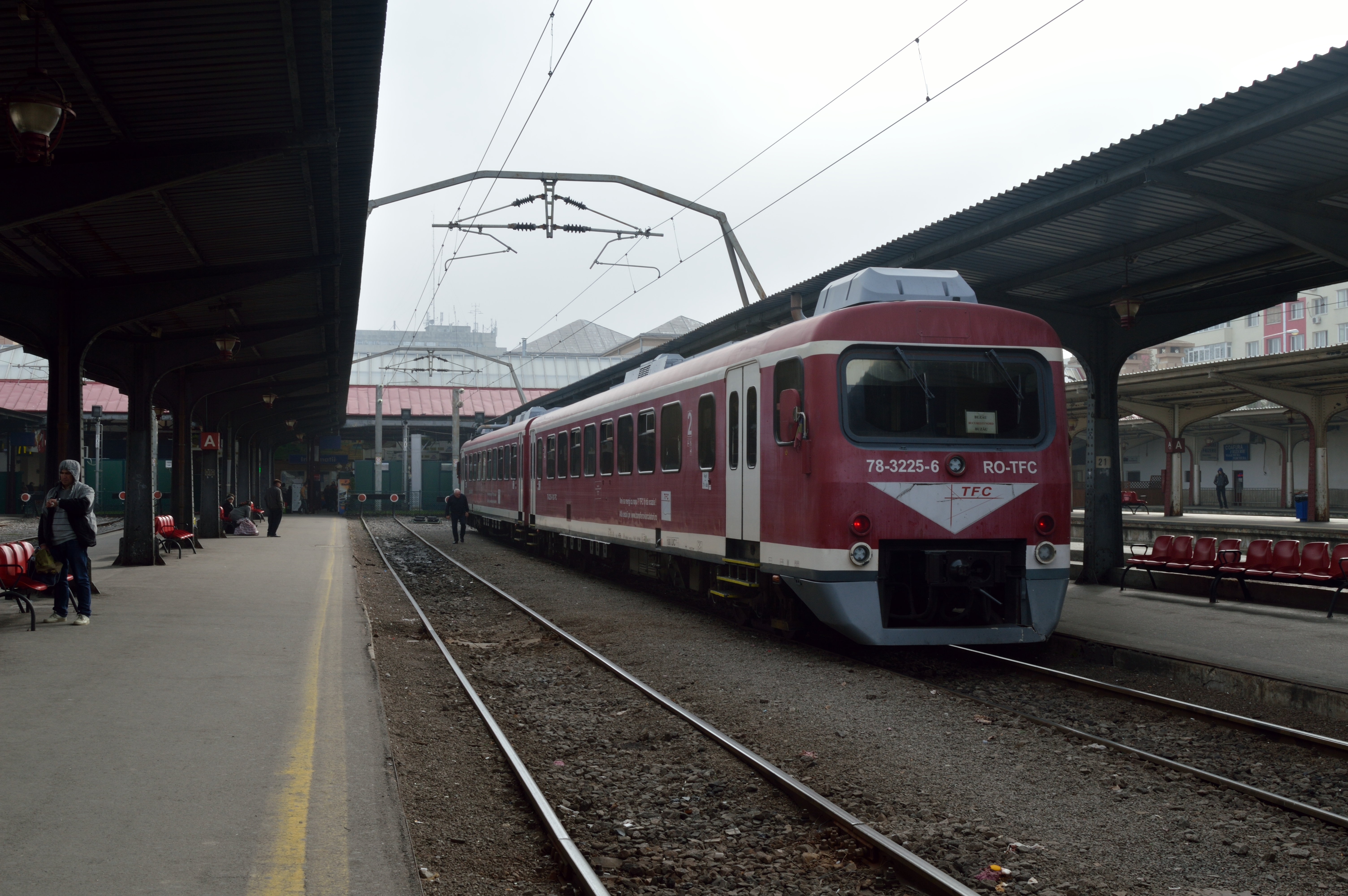
Een voormalige Nederlandse DH2 in het station București Nord.

Station București Nord, plaatselijk ook Gara de Nord (Roemeens voor Noordstation) genoemd, is het belangrijkste treinstation van Boekarest en het grootste van Roemenië. Het Gara de Nord wordt aangedaan door treinen van de CFR (Căile Ferate Române). Gara de Nord heeft verbindingen met alle grote Roemeense steden en buitenlandse bestemmingen als Boedapest, Sofia, Wenen en Praag. Eerder heette Gara de Nord Gara Târgoviștei (Târgoviștestation), genoemd naar een nabije straat die Calea Târgoviștei heette (de straat is hernoemd in de Calea Griviței).
Het station kan bereikt worden met verschillende buslijnen en de metro. Het metrostation Gara de Nord wordt bediend door de lijnen M1 en M4.
Er is een aantal films gemaakt waarvan een gedeelte zich in Gara de Nord afspeelt.

## Zie ook

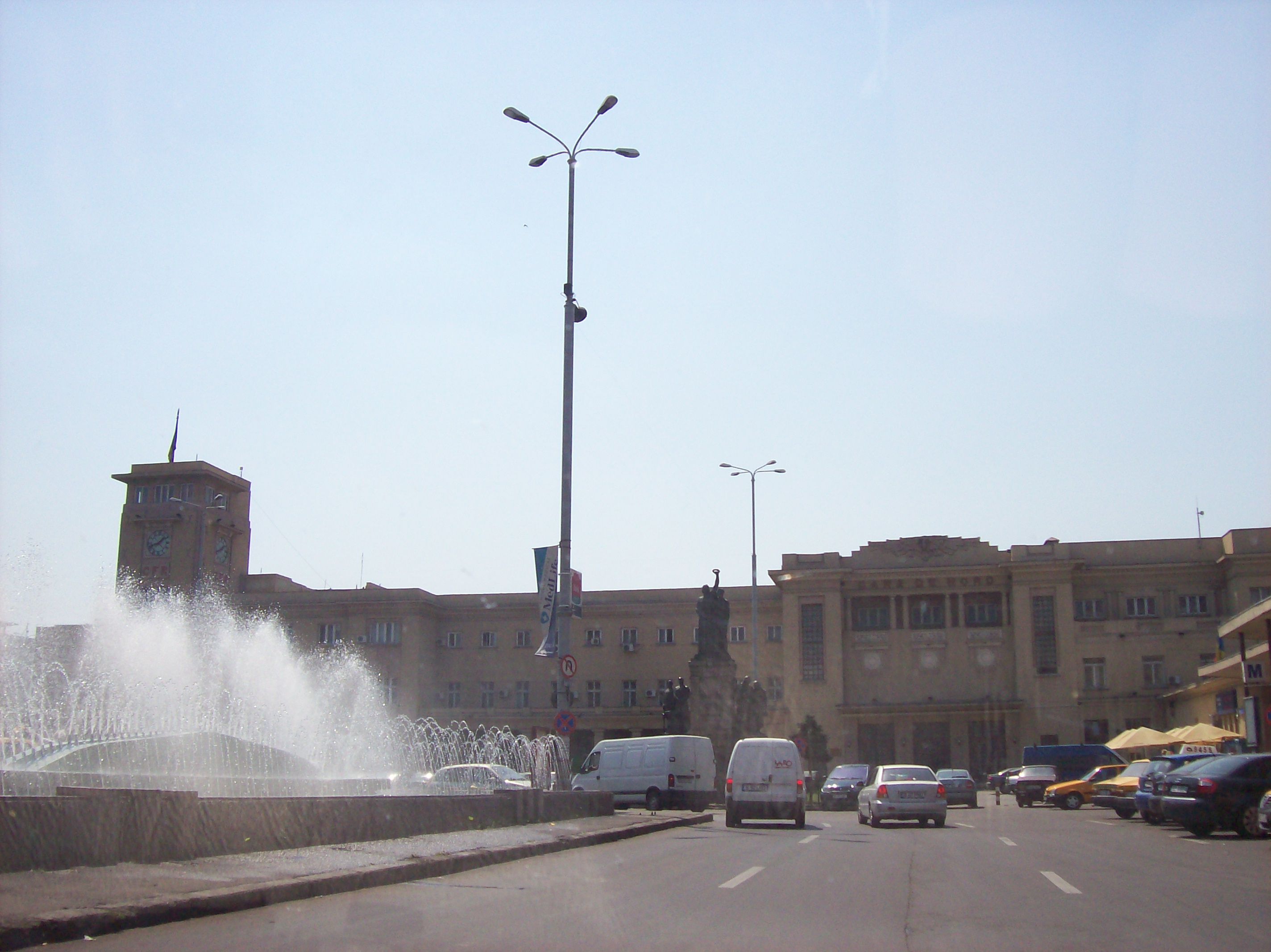
Gara de Nord vanaf de weg, 2006